# بای لیلی
بای لیلی (انگلیسی: Bai Lili؛ زادهٔ October 29th 1978) بازیکن فوتبال اهل چین است.

وی همچنین در تیم ملی فوتبال زنان چین بازی کرده‌است.